# Josep Benet i Morell
Josep Benet i Morell (Cervera, 14 d'abril de 1920 - Sant Cugat del Vallès, 24 de març de 2008) va ser un polític, historiador i editor català. Format a l'Escolania de Montserrat, ja des de molt jove participà en el moviment nacionalista català i va pertànyer a la Federació de Joves Cristians de Catalunya. Una de les figures més destacades del catalanisme polític. Com a parlamentari fou membre de la Comissió dels Vint que redactà l'avantprojecte d'Estatut d'Autonomia de Catalunya de 1979.

## Biografia
Fill de Pau Benet i Camps, mort tràgicament l'any 1935, natural de Puigverd d'Agramunt i de Cecília Morell i Segura. De ben petit es va traslladar a Barcelona, on va viure gran part de la seva vida. Tingué una infància de formació a l'Escolania de Montserrat, fins als 14 anys. Després d'una breu escolarització a l'Acadèmia Ramon Llull, Jesuïtes de Sarrià, la sublevació militar, amb la Guerra Civil que provocà, li interrompé els estudis i el 1938 fou mobilitzat i s'incorporà al front en la Guerra Civil espanyola en el bàndol republicà. Acabada la guerra va haver de repetir el servei militar, com tots els varons de lleves mobilitzables, d'acord amb els decrets que anul·laven els servei prestat sota la República. Desmobilitzat per ser fill de vídua, va poder intentar reiniciar els estudis.
Cap a l'any 1942 compagina la seva formació amb el seu bàsic propòsit de refer el teixit cultural de País.
L'any 1961 rebé el Premi Joan Maragall de l'Institut d'Estudis Catalans; el 1996, el Premi d'Honor de les Lletres Catalanes d'Òmnium Cultural, i el 2000, la Medalla d'Or de la Generalitat de Catalunya.
L'any 2000 Josep Benet i la seva muller, Florència Ventura i Monteys, van cedir a la Generalitat de Catalunya llur fons bibliogràfic i documental, amb prop de 8.000 volums, i tota la producció intel·lectual de Benet.
Benet morí el 25 de març de 2008 a Sant Cugat del Vallès (el Vallès Occidental), als 87 anys, va ser enterrat al Cementiri de Sant Andreu a Barcelona.
L'any 2021 la Ponència del Nomenclàtor va aprovar posar el seu nom a la plaça de davant de l’Estació de Sant Andreu Arenal, a la confluència entre l'avinguda Meridiana i el passeig de Fabra i Puig, al districte de Sant Andreu.

## Activitat social
Durant els primers anys de la dictadura franquista, mentre estudiava a la universitat, esdevingué un dels lluitadors més actius en favor de la democràcia i el catalanisme a través del Front Universitari de Catalunya.
Milità durant un breu període a la Unió Democràtica de Catalunya (UDC) i fou un dels promotors de la revista Serra d'Or i de la discogràfica Edigsa. Posteriorment participà activament en diversos actes de resistència antifranquista: la vaga de tramvies (1951), l'afer Galinsoga (1960) i la campanya Volem bisbes catalans (1967), entre d'altres. L'any 1971 contribuí a fundar l'Assemblea de Catalunya i en formà part com a membre independent, en reconeixement de la seva dedicació i esforç en la defensa dels represaliats del franquisme. Fou un dels principals promotors i responsables de les Edicions Catalanes de París.

## Activitat política

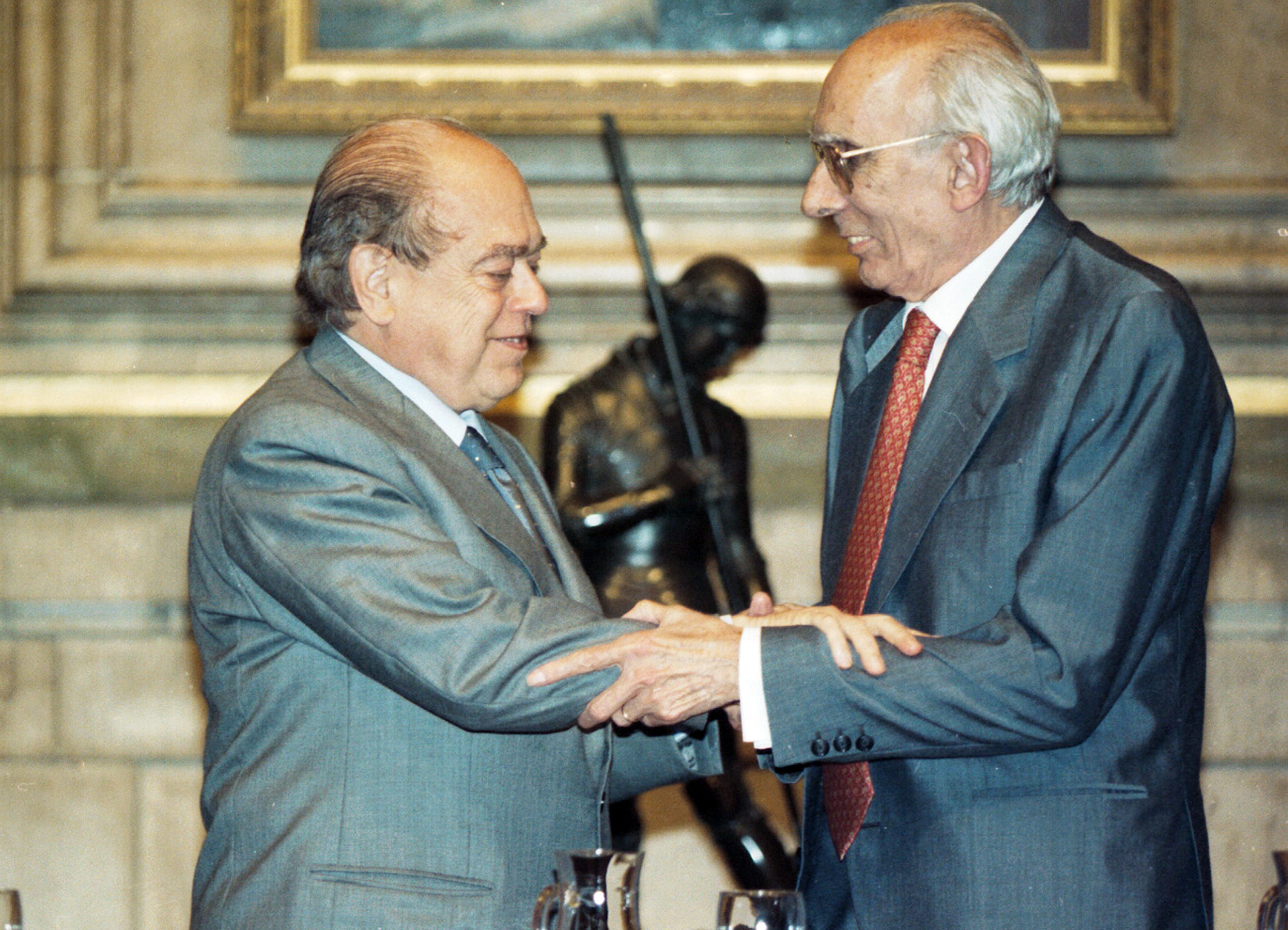
Rebent la Medalla d'Or de la Generalitat de mans del President Pujol (2000)

En les eleccions generals de l'any 1977 fou elegit senador per l'Entesa dels Catalans i fou un dels parlamentaris membres de la Comissió dels Vint que l'any 1978, al parador de Sau, a les Masies de Roda (Osona), redactà l'avantprojecte de l'Estatut d'Autonomia de Catalunya de 1979.
En les eleccions generals de 1979 fou reelegit senador en representació de la candidatura Per l'Entesa, aquest cop amb el suport del Partit Socialista Unificat de Catalunya (PSUC). Abandonà el Senat espanyol l'any 1982.
L'any 1980 fou cap de llista en les eleccions al Parlament de Catalunya pel PSUC i en fou elegit diputat. Des de l'any 1984, que abandonà el seu escó al Parlament, fins al 2000, fou director del Centre d'Història Contemporània de Catalunya.
Durant anys, mantingué una actitud crítica envers l'actuació política del president Tarradellas, al qual retreia un posicionament mesell i interessat respecte el govern de l'Estat durant els anys del restabliment de la Generalitat.
Al llarg de la seva trajectòria política, Benet es distingí tothora per la defensa del catalanisme i del republicanisme. Centrà així mateix bona part de la seva tasca historiogràfica en la documentació acreditativa de la persecució política històrica de la llengua catalana i del genocidi cultural que ell considerava que s'havia comès en diversos moments històrics.

## Activitat historiogràfica
Especialitzat en la història social, política i religiosa dels segles XIX i xx, és autor, entre d'altres, de les obres següents:
- 1964: Maragall i la Setmana Tràgica, premi Lletra d'Or
- 1968: El Doctor Torras i Bages en el marc del seu temps
- 1973: Catalunya sota el règim franquista
- 1990: Exili i mort del president Companys
- 1992: El president Tarradellas en els seus textos (1954-1988)
- 1995: L'intent franquista de genocidi cultural contra Catalunya (ISBN 84-7826-620-8)[8]
- 1998: La mort del president Companys
- 1999: Carles Rahola, afusellat
- 2003: Escrits en defensa pròpia
- 2003: Domènec Latorre, afusellat per catalanista
- 2008: De l'esperança a la desfeta (1920-1939) (primer volum de memòries, presentat la setmana abans de morir)
- 2008: El meu jurament de 1939[9]
- 2008: Joan Peiró, afusellat[10]
- 2009: Manuel Carrasco i Formiguera, afusellat[11]